# Var jag går i skogar, berg och dalar
Var jag går i skogar, berg och dalar är en psalm av Carl Olof Rosenius från 1847. Den vinner ofta omröstningar om populäraste psalm. Vers nr 3 är av herrnhutiskt ursprung av okänd svensk författare från 1806. Texten bearbetades för 1986 års psalmbok av Ragnar Holte.
Melodi ur Ahnfelts sånger 1868. Den används även till Ge oss än en stund av nåd, o Jesus.

## Publicerad i
- Stockholms söndagsskolförenings sångbok 1882 som nr 49  under rubriken "Sånger af allmänt innehåll".
- Hemlandssånger 1891 som nr 103 under rubriken "Högtiderna".
- Herde-Rösten 1892 som nr 282 under rubriken "Jesu ledning och efterföljelse."
- Svensk söndagsskolsångbok 1908 som nr 202 med fem verser under rubriken "Guds barns trygghet"
- Svenska Missionsförbundets sångbok 1920 som nr 323 under rubriken "Det kristliga livet. Guds barns trygghet."
- Sionstoner 1935 som nr 348 under rubriken "Nådens ordning: Trosliv och helgelse".
- Guds lov 1935 som nr 368 under rubriken "Erfarenheter på trons väg".
- Sions Sånger 1951 nr 200.
- Segertoner 1960 som nr 146.
- Frälsningsarméns sångbok 1968 som nr 427 under rubriken "Det Kristna Livet - Erfarenhet och vittnesbörd".
- Psalmer och visor 76 som nr. 702 under rubriken "Tro - trygghet".
- Sions Sånger 1981 nr 167 under rubriken "Kristlig vandel".
- Den svenska psalmboken 1986 som nr 251 under rubriken "Förtröstan - trygghet".
- Sångboken 1998 som nr 135.
- Lova Herren 1988 som nr 477 under rubriken "Guds barns trygghet och frid".